# Croton alloeophyllus
Espèce
Classification APG III (2009)
Croton alloeophyllus est une espèce de plantes à fleurs du genre Croton et de la famille des Euphorbiaceae originaire de République dominicaine.